# Röcker (Unternehmen)

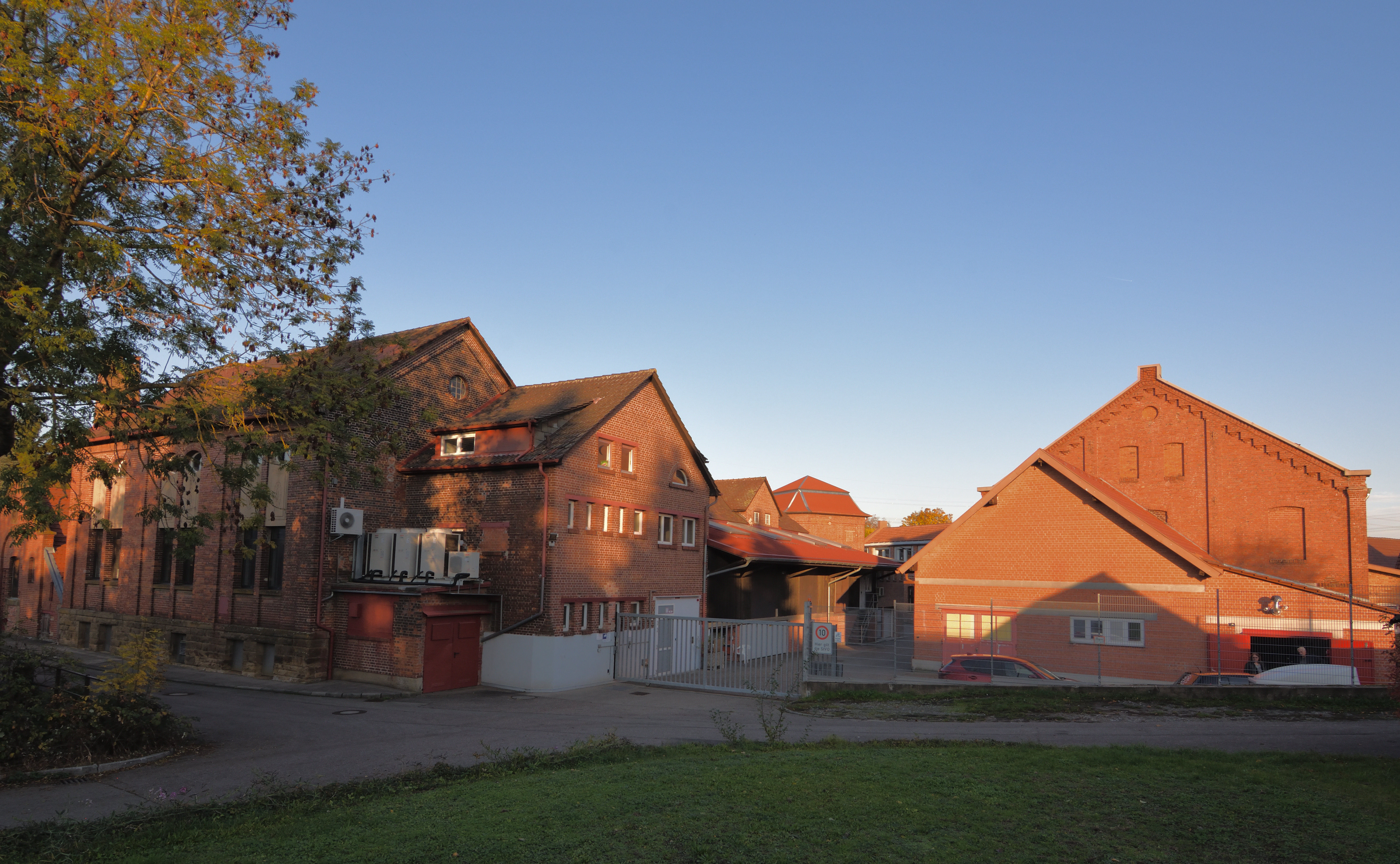
Ansicht von Westen

 Die Nagelfabrik Röcker, später Wilhelm Röcker GmbH, war eine von 1876 bis 1974 bestehende Fabrik zur Herstellung von Nägeln in Löchgau, Oberamt Besigheim. Die Mustersammlung des Unternehmens bildete später den Grundstock des Bestandes des Löchgauer Nagelmuseums.

## Geschichte

### Gründung

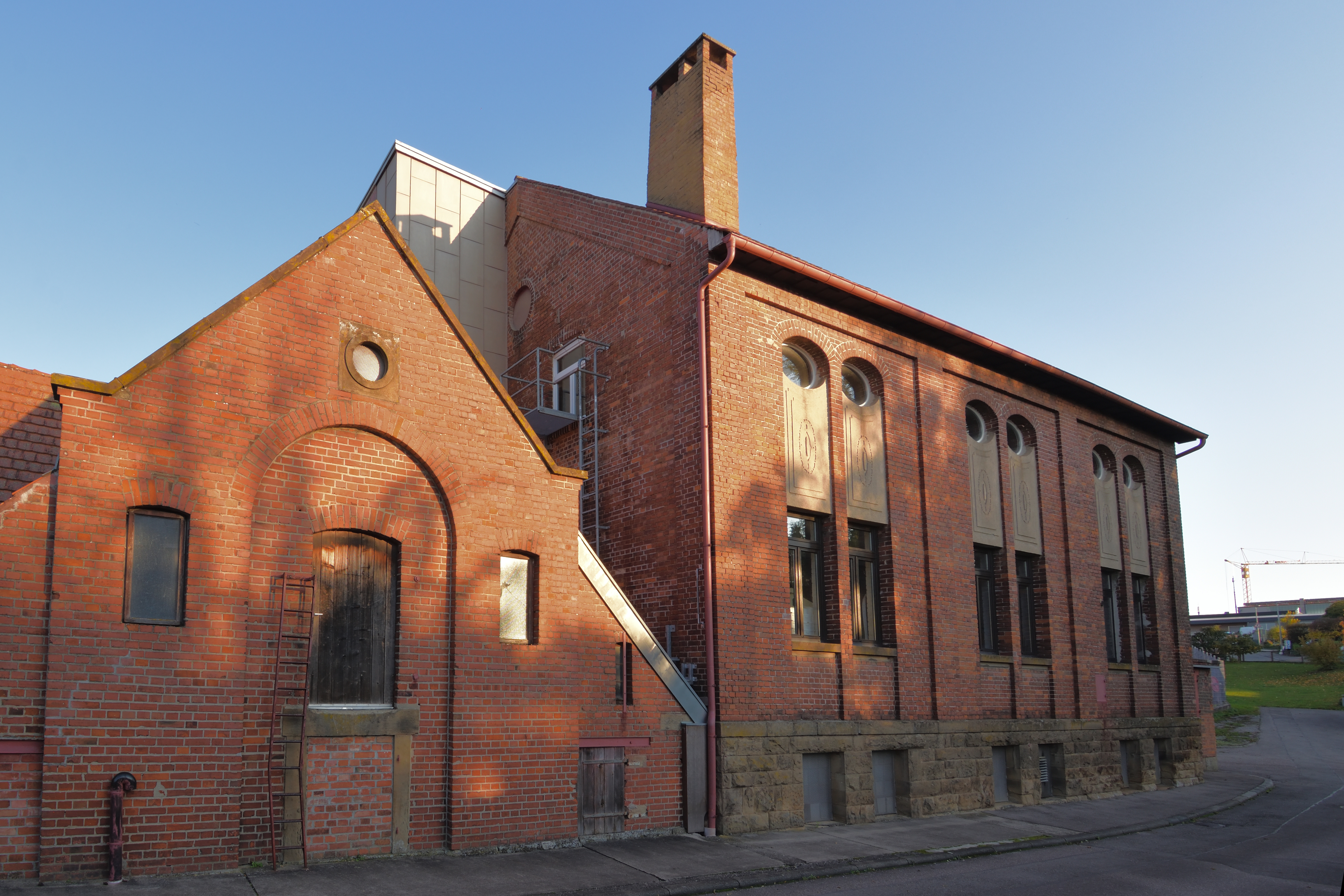
Ältester Teil der Fabrik

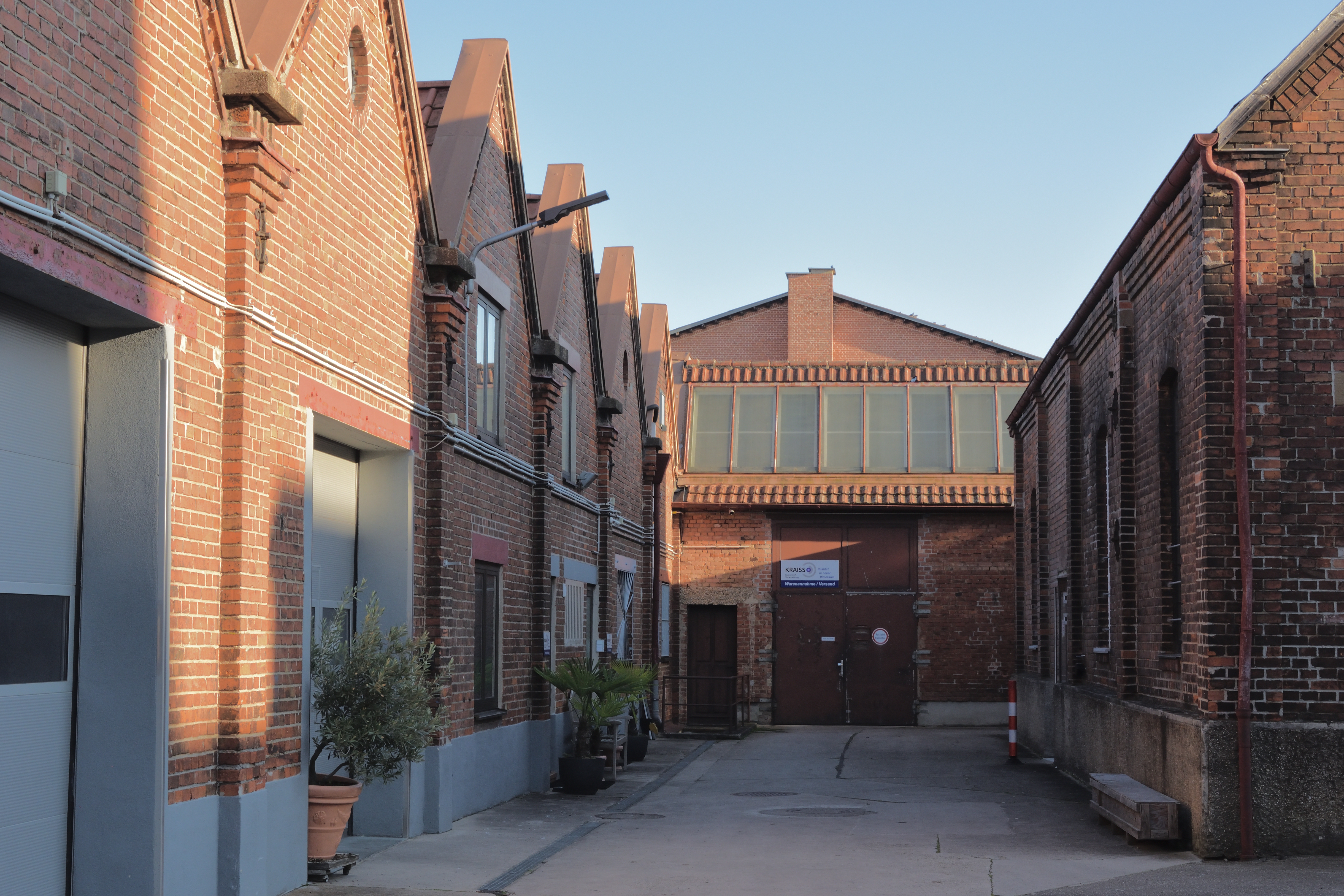
Im Inneren des Betriebsgeländes

Der Mühlenmechaniker Ernst Conrad Röcker (* 1844) betrieb ab 1871 in einem Schuppen in Löchgau eine mit der Wasserkraft des Steinbaches betriebene Maschine, mit der er aus Bandstahl Schwielen zum Besohlen von Schuhen herstellte. Die Schwielen dienten dazu, ein schnelles Verschleißen von Sohlen und Absätzen von Schuhen zu verhindern.
1872 stellte Röcker bei der Gemeindeverwaltung einen Antrag zum Bau einer neuen Werkstätte mit Wasserwerk zur Herstellung von Schuhnägeln östlich des Ortes an der neuen Straße nach Besigheim, da die bisher genutzte Wasserkraft des Steinbachs nur für den Betrieb einer Maschine ausreichte. Die wasserrechtliche Genehmigung des Oberamts in Besigheim ließ zwei Jahre auf sich warten und enthielt die Auflage, dass er das Wasser des Steinbaches 66 cm hoch stauen durfte.
1875 erfolgte die Bauabnahme des zweistöckigen Wohnhauses, dessen 78 Quadratmeter großes Erdgeschoss als Werkstätte zur Aufstellung von mehreren Stiftmaschinen diente. Bereits 1876 erstellte er weitere Pläne zum Bau eines zweiten Wasserrades, bei dem das Wasser, im Gegensatz zum ersten Wasserrad, in den Bach zurückgeleitet wurde.

### Wilhelm Röcker
Der jüngere Bruder Ernst Röckers, Wilhelm Röcker (1849–1907) absolvierte ab 1863 eine dreijährige Lehre als Schlosser in Bietigheim. Ab 1874 arbeitete er im Betrieb seines Bruders mit.
1876 sollte er in einer Werkstätte in München eine für die Herstellung von gestreckten Schuhnägel, sogenannten „Schweizernägeln“, geeignete Maschine bauen. Da sich die Brüder über eine Beteiligung von Wilhelm Röcker am Unternehmen nicht einigen konnten, ging diese Maschine zum Ausgleich von Darlehensforderungen in den Besitz von Wilhelm über, welcher sich daraufhin selbstständig machte.
In der folgenden Zeit wurden Ernst Röckers Schulden immer größer. So musste seine Fabrik 1877 zwangsversteigert werden. Sie wurde für 7500 Mark an den Mechaniker Karl Vogel aus Obertürkheim verkauft.
Wilhelm Röcker hatte inzwischen einen eigenen Betrieb in seinem einstöckigen Haus, das mit Werkstatt 50 Quadratmeter groß war, gegründet. Anstelle der Wasserräder verwendete er eine Lokomobile, da diese höhere Leistungen erreichte. Daneben arbeitete er mit einer selbstgebauten Maschine, die später als „Kaffeemühle“ bezeichnet wurde, und einer Schwielenmaschine. Nachdem er drei Jahre lang allein gearbeitet hatte, stellte er 1879 einen Arbeiter ein. Dieser arbeitete täglich von 5 bis 19 Uhr mit einer einstündigen Mittagspause und zwei weiteren kleinen Pausen. Der ortsübliche Tageslohn betrug 1,50 Mark.
Von 1879 bis 1880 stieg der Erlös von 4.867 auf 10.736 Mark. Der größte Abnehmer der Nägel war die Großhandlung Denzel in Ludwigsburg. Diese lieferte auch den Draht und war zugleich wichtigster Kreditgeber. Bis 1887 wurde die Fabrik weiter vergrößert und zusätzliche Maschinen angeschafft.
Die Nagelfabrik profitierte von der allgemeinen wirtschaftlichen Entwicklung. Parallel zum Aufschwung in der deutschen Schuhindustrie wuchs die Nachfrage nach möglichst billigen Sohlen- und Absatznägeln. Zugleich führte ein Anstieg beim Bau von Fabriken und Wohnungen im In- und Ausland zu einer erhöhten Nachfrage an Drahtstiften und Baunägeln. Das Auslesen und Abpacken der Nägel war eine familiäre Aufgabe. In Heimarbeit wurden Tüten angefertigt und für den Transport zur Bahn nach Besigheim gebracht.
Im Jahr 1891 kaufte Wilhelm Röcker das ursprünglich seinem Bruder gehörige Fabrikgebäude für 18.500 Mark. Neben den Kosten für den Erwerb der Fabrik machte sich auch eine Anpassung der Maschinen erforderlich. Zu Deckung des erhöhten Energiebedarf musste eine größere Dampfmaschine angeschafft werden.

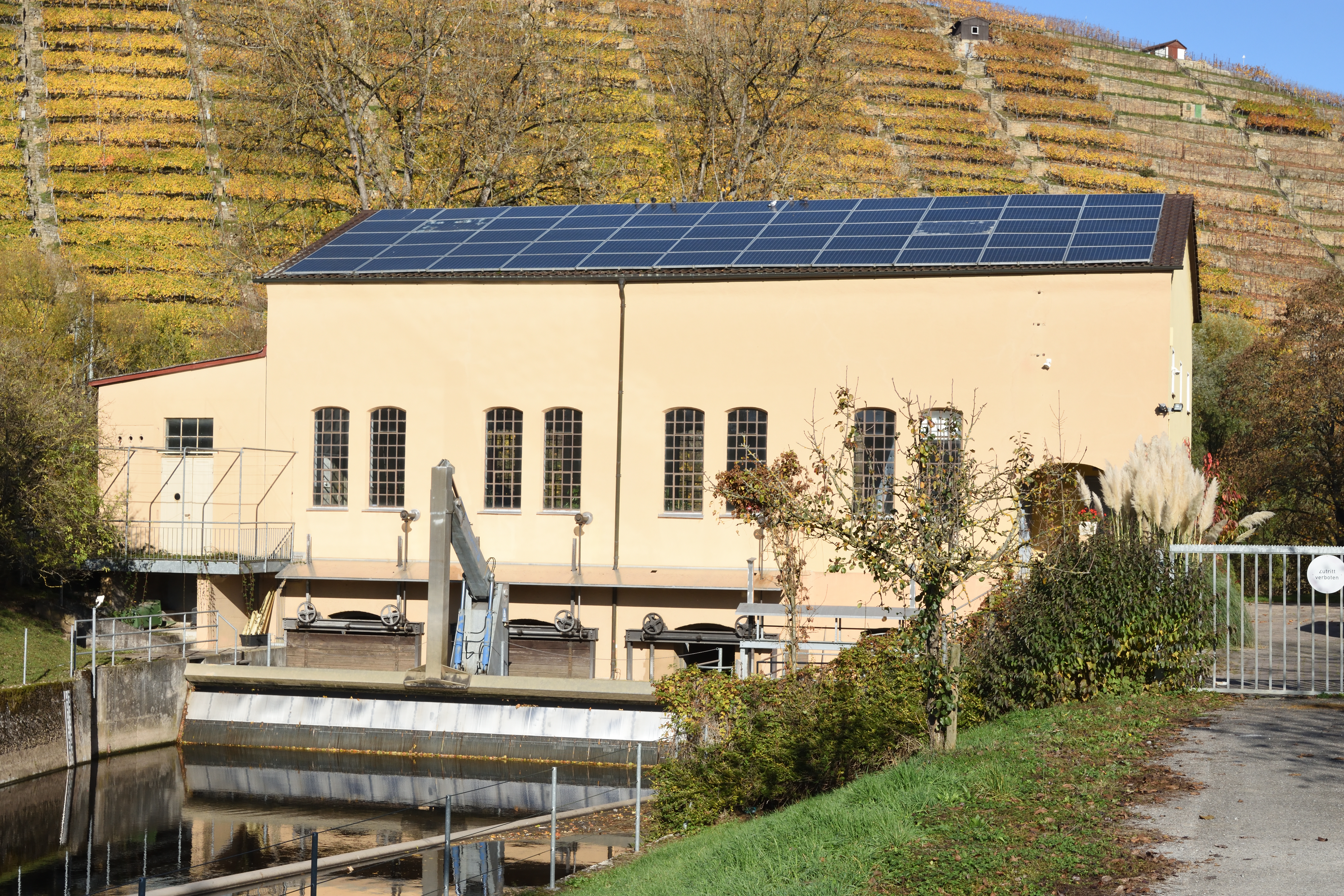
1901 errichtetes Wasserkraftwerk an der Enz

In der Nacht zum 16. Mai 1896 zerstörte ein Brand die gesamte Fabrik. Am 4. Dezember desselben Jahres war ein neues größeres Fabrikgebäude entstanden. 1897 wurde die Fabrik mit einer Drahtzieherei, einer Beizerei sowie einer Glüherei erweitert. Somit konnte Röcker seinen Draht in Eigenproduktion herstellen, wobei er von den preislichen Vorteilen der Rohware profitierte. 1898 begann er, Erdöllampen durch elektrische zu ersetzen. Um den hohen Bedarf an Energie zu decken, kaufte Röcker 1901 eine alte Mühle an der Enz und ließ diese in ein Wasserkraftwerk umbauen. Durch den Einbau einer dritten Turbine war es zudem möglich, die gesamte Stromversorgung der Stadt Besigheim zu übernehmen.
Die steigende Nachfrage an Nägeln führte dazu, dass 1904 im Betrieb in Doppelschicht gearbeitet wurde, sodass keine größeren Investitionen in Form neuer Maschinen notwendig waren. Beschäftigt wurden dabei fast 100 Personen.

### 20. Jahrhundert

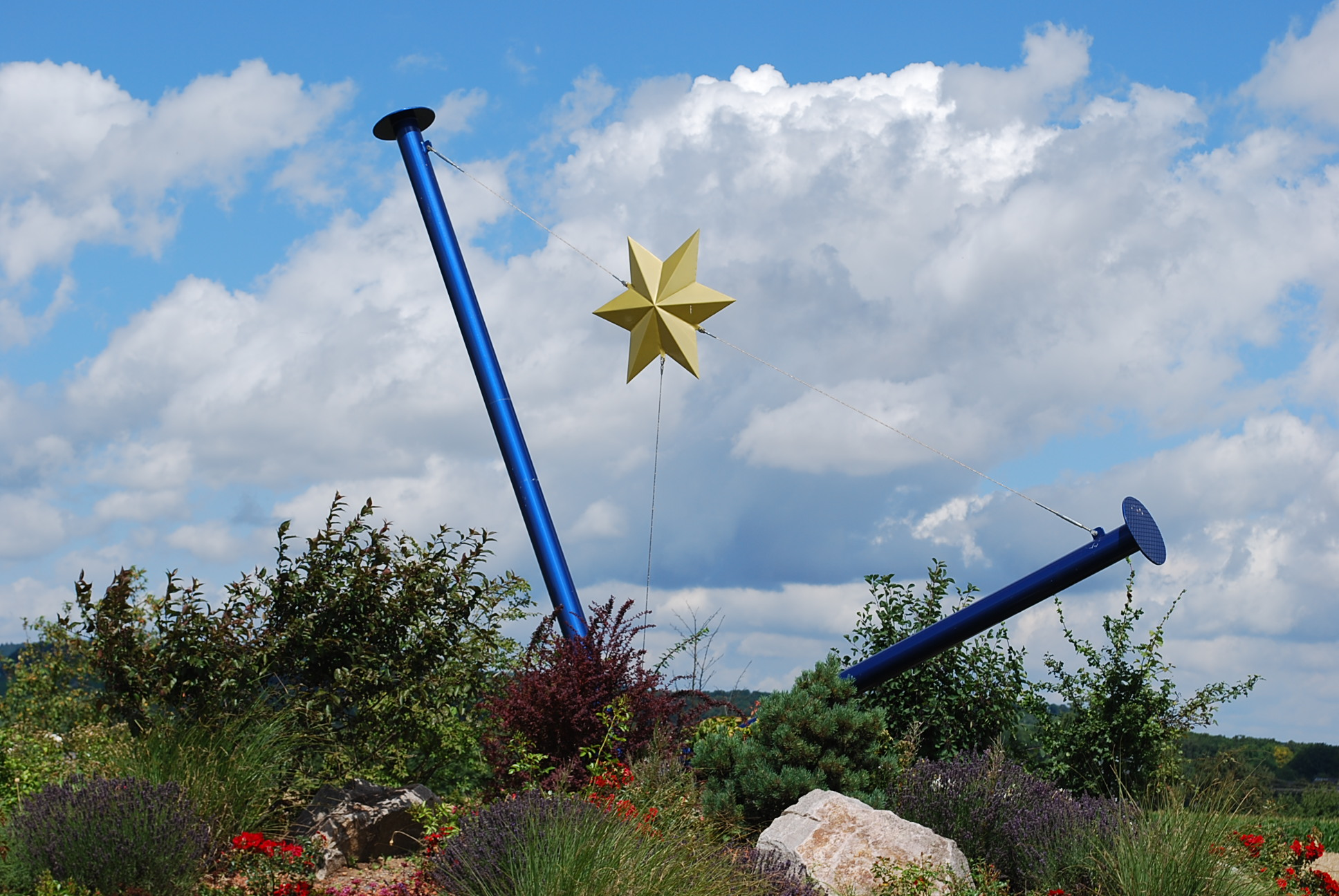
Verkehrskreisel mit den symbolischen Nägeln in Richtung Bietigheim-Bissingen

Als Wilhelm Röcker 1907 starb, übernahm sein ältester Sohn Wilhelm Röcker jun. (* 1880) die Fabrik. Er beschloss 1911, den Bach zu überdolen, um Platz für den Ausbau der Nagelfabrik zu schaffen. Die Führungsposition wechselte bis 1910 innerhalb der Familie aufgrund von Krankheiten oder Dienstreisen ständig.
Nachdem die Fabrik im Jahr 1901 begonnen hatte, den Einzelhandel direkt zu beliefern, konnte der Absatzmarkt bis 1914 deutlich vergrößert werden. Die Nägel wurden bis nach Mitteldeutschland sowie ins Rheinland geliefert. Bis zum Ausbruch des Ersten Weltkriegs begann auch eine Ausweitung des Exports. Von 1918 bis zum Zweiten Weltkrieg wurde die Fabrik weiter ausgebaut. Da während des Krieges nur wenige Rohstoffe geliefert werden konnten und viele Arbeiter zum Kriegsdienst einberufen wurden, musste die Produktion weitgehend eingestellt werden. Im Unternehmen wurden während des Krieges mindestens 17 Kriegsgefangene eingesetzt. Zwischen 1876 und 1972 wurden bei Röcker insgesamt 4595 verschiedene Nägelsorten gefertigt.
1974 stellte das Unternehmen aufgrund des strukturellen Wandels in der Stahlindustrie die Produktion ein. Eine der Ursachen war auch, dass es keine Nachfrage an Schuhnägeln mehr gab und die Baubranche auf Schrauben umgestiegen war. Das 16.000 Quadratmeter große Fabrikgelände wurde zur Erwirtschaftung von Erträgen in einen Gewerbepark umgewandelt. Die Stromversorgung der Stadt Besigheim wurde in ein separates Unternehmen übergeführt und von der Familie weiterbetrieben. Im Jahr 1997 wurde es von den Neckarwerken übernommen.